# بوونگ-ویش
بوونگ-ویش (به لهستانی:  Błonie-Wieś) یک روستا در لهستان است که در گمینا بوونگه واقع شده‌است.